# Багрій Андрій Петрович
Андрі́й Петро́вич Багрі́й (*1 вересня 1968, м. Чортків) — український тренер (пауерліфтинг). Чоловік і тренер Тамари Багрій. Заслужений тренер України (2003).
Закінчив Борщівський радгосп-технікум. Заснував у Чорткові спортивний клуб «Азов». Працює тренером Тернопільської ДЮСШ «Авангард» обласної організації ФСТ «Україна». Підготував 1 заслуженого майстра спорту міжнародного класу і 2 майстрів спорту.